# Frederiksstaden

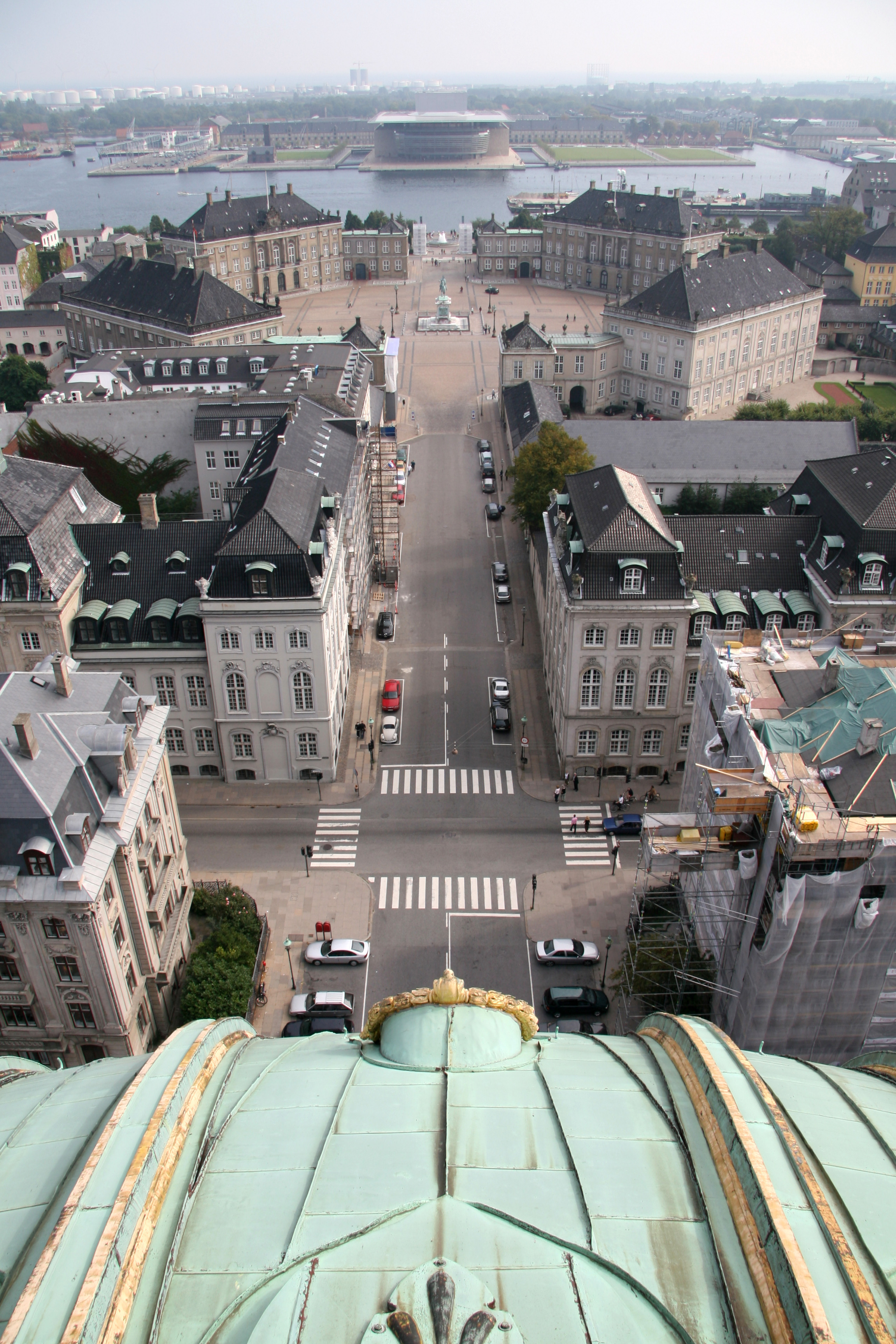
El eje central de Frederiksstaden visto desde la Iglesia de Federico.

Frederiksstaden es un barrio de Copenhague, Dinamarca. Construido durante el reinado de Federico V en la segunda mitad del siglo XVIII, está considerado como uno de los complejos rococó más importantes de Europa y fue incluido en el Canon Cultural Danés de 2006.
Se construyó para conmemorar el jubileo de los 300 años de la subida al trono danés de la casa de Oldenburgo. A. G. Moltke estuvo a cargo del proyecto y Nicolai Eigtved fue el arquitecto principal.
Frederiksstaden cuenta con el Palacio de Amalienborg, la residencia danesa, el monumento ecuestre de François Joseph Saly al rey Federico V de Dinamarca en medio de la plaza octogonal y la Iglesia de Federico en su centro. Todos ellos crean un eje que se amplió con la construcción de la nueva Ópera de Copenhague en 2005, al otro lado de la dársena del puerto. El distrito se caracteriza por sus calles anchas y rectas, con un trazado en ángulo recto. Las calles están flanqueadas por casas burguesas, mansiones y palacios.

Otro edificio importante del distrito es el Hospital Real Frederiks, el primer hospital de Dinamarca en el sentido actual de la palabra. Actualmente alberga el Museo Danés de Arte y Diseño .

## Edificios notables
- Amalienborg
- Iglesia de Federico ( La Iglesia de Mármol )
- La mansión de los Odd Fellows
- La mansión de Moltke
- Teatro Real Danés
- Colegio Østervold